# The Condor (club)
The Condor es un club nocturno ubicado en North Beach (San Francisco), considerado como «el primer lugar del mundo» en que Carol Doda actuó el 19 de junio de 1964 enfundada en un flamante monokini lanzado por el estilista Rudi Gernreich ese mismo año, lo que dejaba los pechos a la vista, y totalmente desnuda el 3 de septiembre de 1969, si bien cabe destacar que, en 1972, la Corte Suprema de los Estados Unidos prohibió los desnudos integrales en todos aquellos establecimientos en que, como en este, se servían bebidas alcohólicas, lo que obligó a la artista a actuar de nuevo en toples hasta su retirada del local en 1986.
En noviembre de 1983, el guardaespaldas Jimmy Ferrozzo y su novia, la bailarina erótica Theresa Hill, sufrieron un gravísimo accidente mientras mantenían relaciones sexuales sobre el emblemático piano de cola blanco instalado en la planta baja del local, al activarse inesperadamente el sofisticado mecanismo hidráulico por el que podía ser bajado desde el techo, lo que provocó la muerte del joven por asfixia. La chica fue liberada tres horas más tarde.
Tras varios cambios de dueño, volvió a abrir sus puertas como club de estriptis en agosto de 2007.